# Апаско

Цементний завод

Апаско (ісп. Apaxco, науатль Āpātzco) — муніципалітет в Мексиці, розташований на північному сході штату Мехіко, за 128 кілометрів від столиці штату, міста Толука-де-Лердо. Заснований 16 жовтня 1870 році, проте ацтекське поселення на цьому місці існувало задовго до цього.
Площа населеного пункту — близько 80 км². Населення становить 25 738 осіб за станом на 2005 рік. У місті розташований футбольний стадіон та цементний завод.
| Мексика | Це незавершена стаття з географії Мексики. Ви можете допомогти проєкту, виправивши або дописавши її. |